# Zastupitelstvo Středočeského kraje
Zastupitelstvo Středočeského kraje je zastupitelstvem kraje, ve kterém dle zákona o krajích (č. 129/2000 Sb.) zasedá 65 zastupitelů. Volební období zastupitelstva je čtyřleté. Zastupitelstvo se schází podle potřeby, minimálně však jedenkrát za tři měsíce. Zastupitelstvo volí jedenáctičlennou krajskou radu.

## Přehled hejtmanů

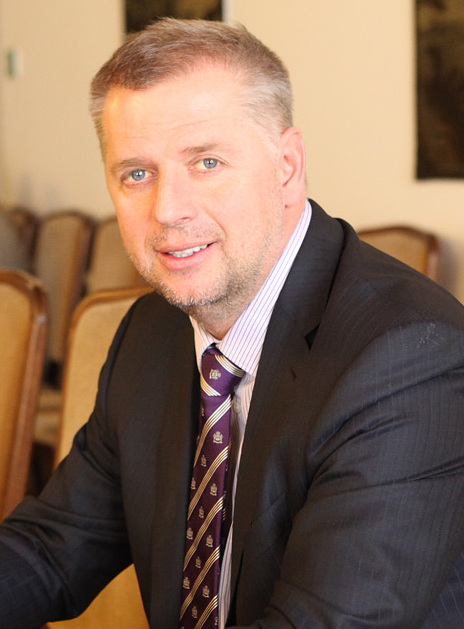
Petr Bendl – 2000 až 2008 (ODS)
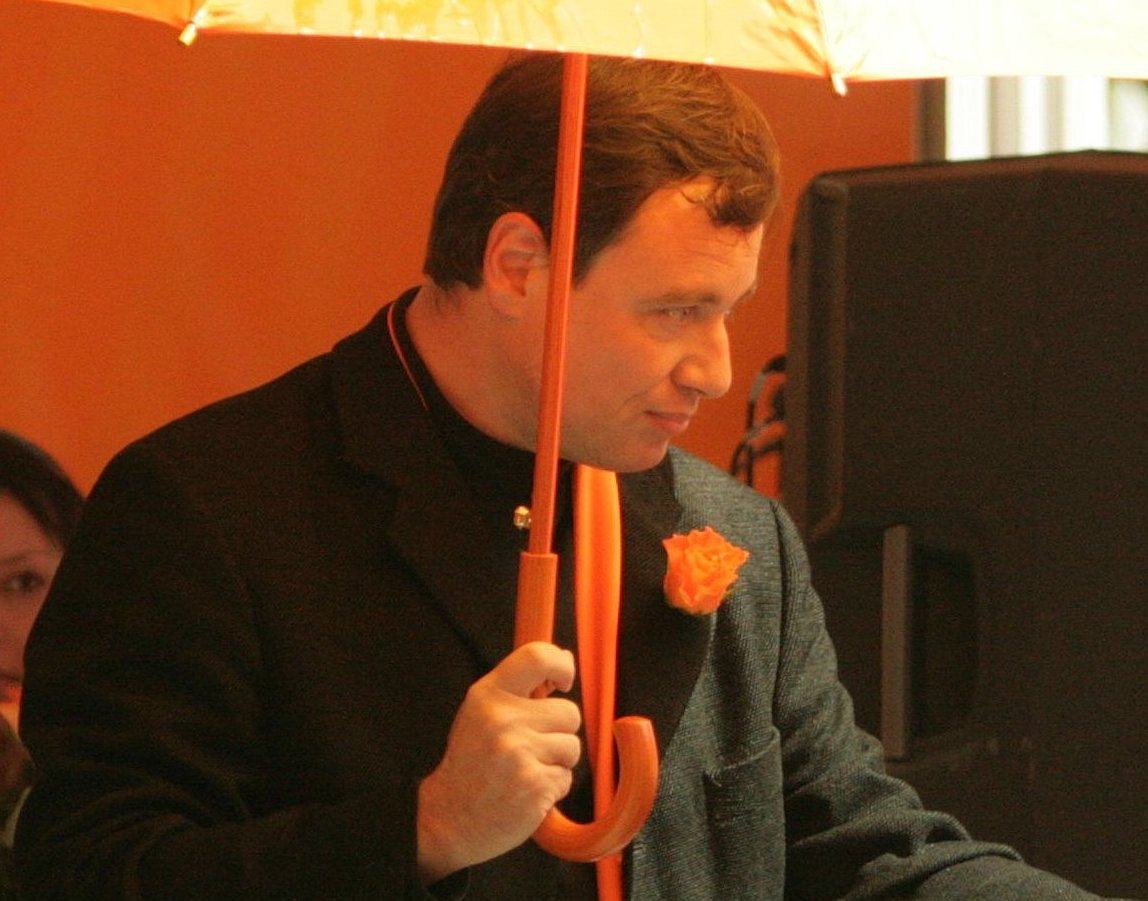
David Rath – 2008 až 2012 (ČSSD)
Zuzana Moravčíková – 2012 (ČSSD)
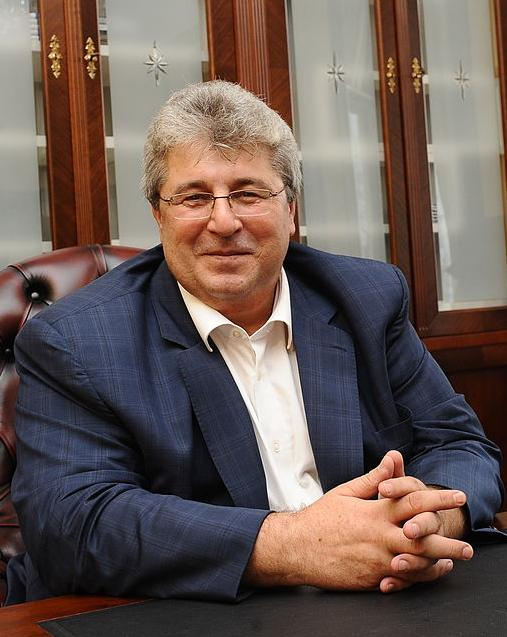
Josef Řihák – 2012 až 2014 (ČSSD)
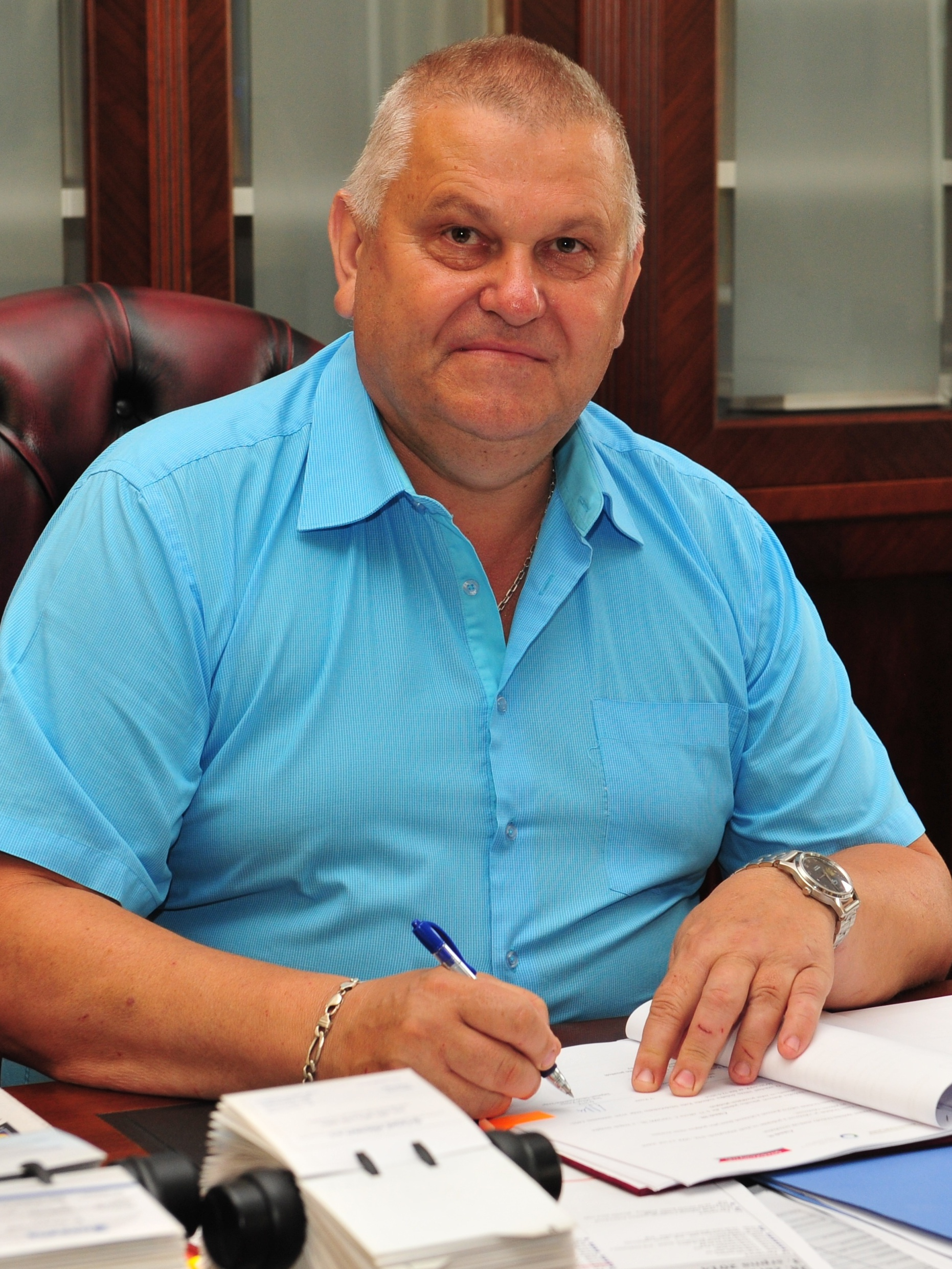
Miloš Petera – 2014 až 2016 (ČSSD)
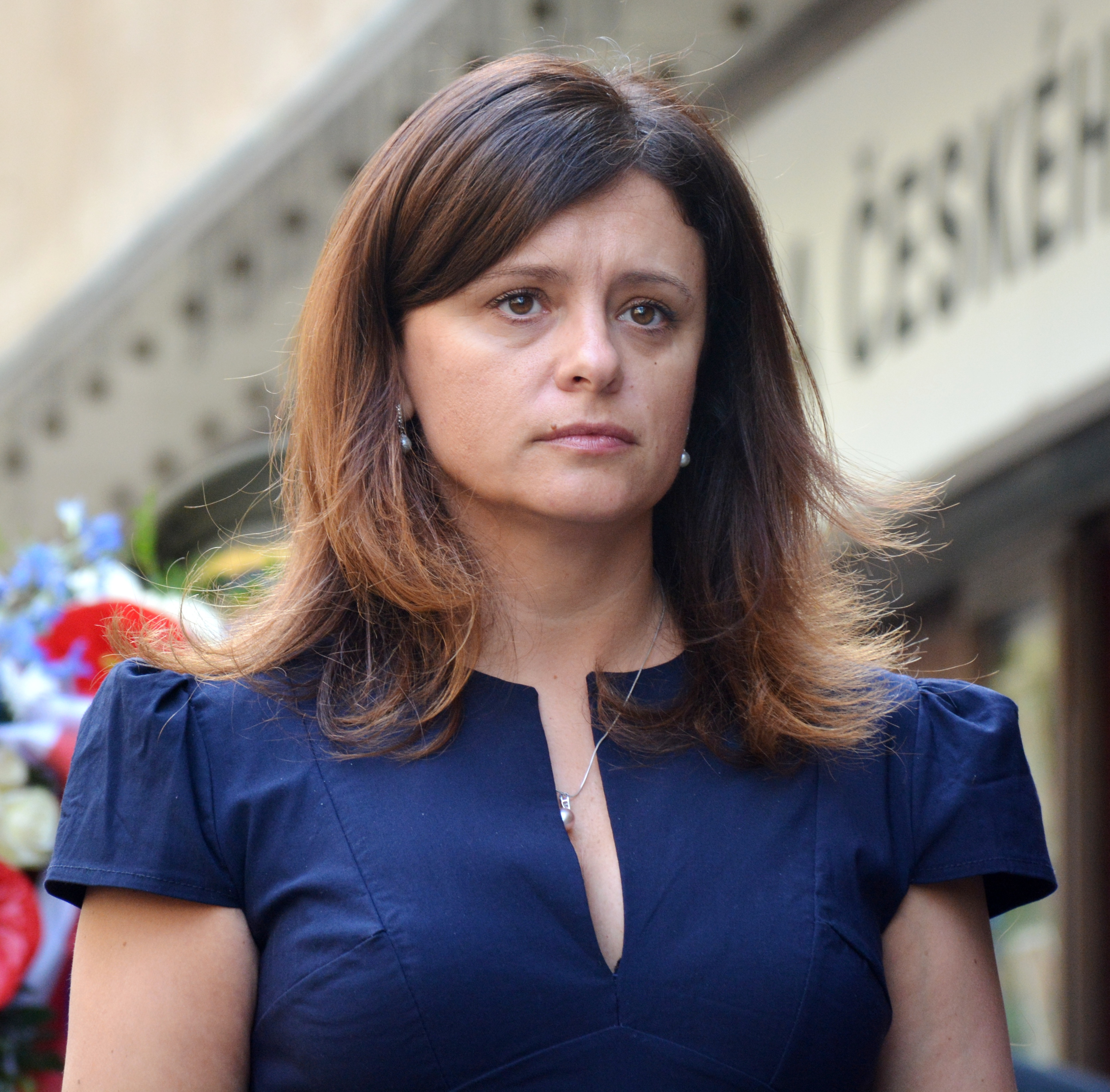
Jaroslava Pokorná Jermanová – 2016 až 2020 (ANO)
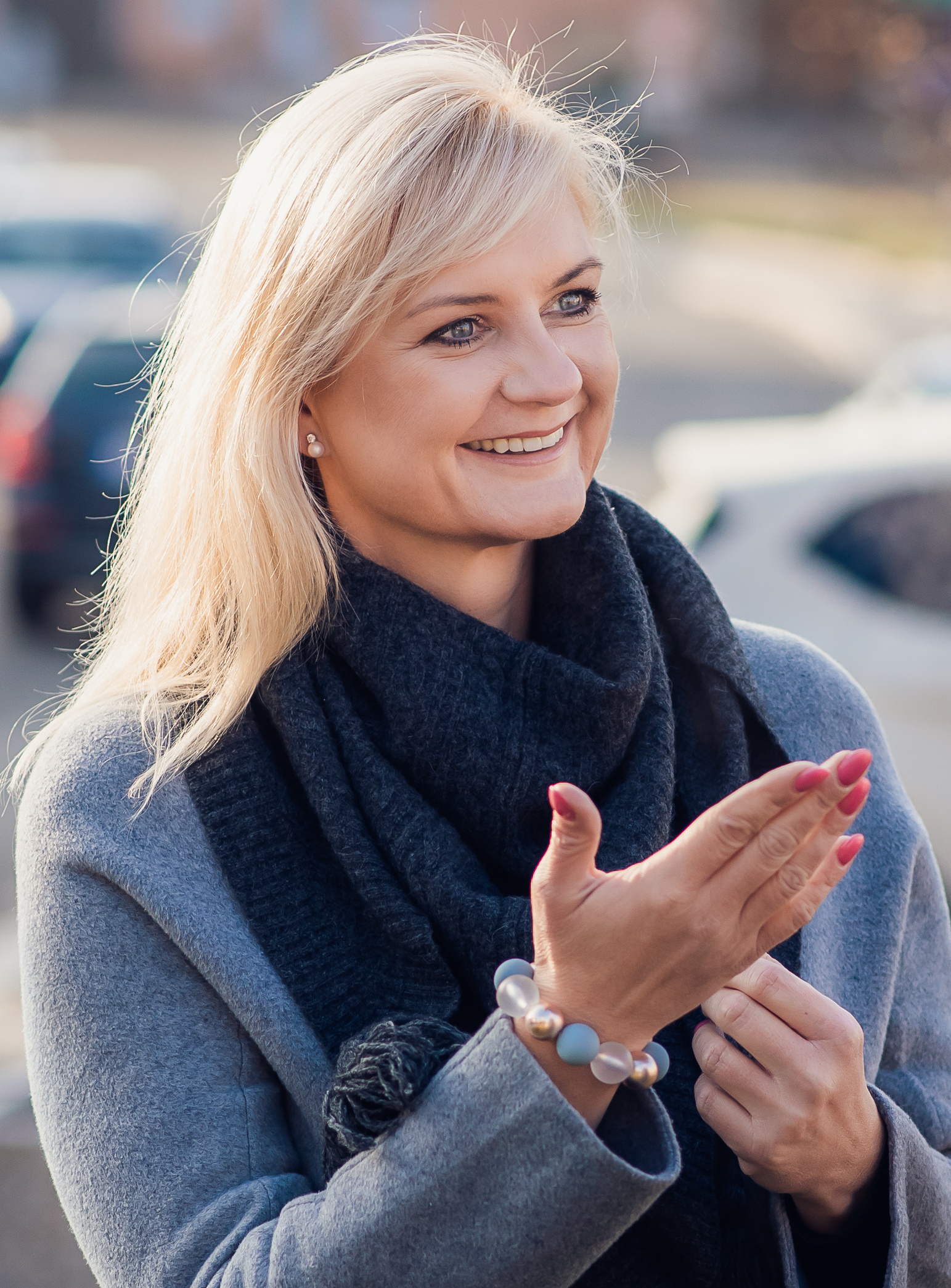
Petra Pecková – 2020 až doposud (STAN)

## Současná rada Středočeského kraje
| Portfej                       | Člen rady       | Strana  | Kompetence                                          |
| ----------------------------- | --------------- | ------- | --------------------------------------------------- |
| Hejtmanka                     | Petra Pecková   | STAN    |                                                     |
| Statutární náměstek hejtmanky | Pavel Pavlík    | ODS     | zdravotnictví                                       |
| Náměstek hejtmanky            | Michael Kašpar  | STAN    | finance, ICT a digitalizace                         |
| Náměstek hejtmanky            | Jan Skopeček    | ODS     | regionální rozvoj, územní plánování, dotace a sport |
| Člen rady                     | Petr Borecký    | STAN    | veřejná doprava a mobilita                          |
| Člen rady                     | Martin Hrabánek | ODS     | sociální věci                                       |
| Člen rady                     | Josef Pátek     | ODS     | silniční doprava                                    |
| Člen rady                     | Robert Pecha    | KDU-ČSL | investice, majetek a rozvoj datové infrastruktury   |
| Členka rady                   | Jindřiška Romba | STAN    | životní prostředí a zemědělství                     |
| Člen rady                     | Václav Švenda   | TOP 09  | kultura, památková péče a cestovní ruch             |
| Člen rady                     | Milan Vácha     | STAN    | vzdělávání                                          |

## Složení zastupitelstva 2020–2024
| Portfej                                           | Člen rady        | Strana | Kompetence                       |
| ------------------------------------------------- | ---------------- | ------ | -------------------------------- |
| Hejtmanka                                         | Petra Pecková    | STAN   |                                  |
| Statutární náměstek hejtmanky (2020–2022)         | Martin Kupka     | ODS    | silniční doprava                 |
| Statutární náměstek hejtmanky (do 2022 Člen rady) | Pavel Pavlík     | ODS    | zdravotnictví                    |
| Náměstek hejtmanky                                | Jiří Snížek      | Piráti | místní rozvoj a územní plánování |
| Náměstek hejtmanky (2020–⁠2022)                    | Věslav Michalik  | STAN   | finance, dotace a inovace        |
| Náměstek hejtmanky (do 2022 Člen rady)            | Petr Borecký     | STAN   | veřejná doprava                  |
| Člen rady (2020–2021)                             | Jan Jakob        | TOP 09 | kultura a cestovní ruch          |
| Člen rady (od 2021)                               | Václav Švenda    | TOP 09 | kultura a cestovní ruch          |
| Člen rady                                         | Martin Hrabánek  | ODS    | sociální věci                    |
| Člen rady                                         | Libor Lesák      | ODS    | investice a veřejné zakázky      |
| Člen rady (od 2022)                               | Karel Bendl      | ODS    | silniční doprava                 |
| Členka rady                                       | Jana Skopalíková | Piráti | životní prostředí a zemědělství  |
| Člen rady                                         | Milan Vácha      | STAN   | školství a sport                 |

Po volbách utvořilo koalici vítězné hnutí STAN, ODS, Piráti a koalice vedená TOP 09. Hejtmankou se stala Petra Pecková za Starosty a nezávislé.

### Výsledky voleb v roce 2020
| Získané hlasy      | Získané hlasy      | Získané hlasy | Získané hlasy | Získané hlasy |
| ------------------ | ------------------ | ------------- | ------------- | ------------- |
| strana             |                    |               |               | %             |
| STAN               | STAN               |               | 22,2          | 22,2          |
| ODS                | ODS                |               | 19,8          | 19,8          |
| ANO                | ANO                |               | 18,5          | 18,5          |
| Piráti             | Piráti             |               | 14,4          | 14,4          |
| TOP 09+Zelení+Hlas | TOP 09+Zelení+Hlas |               | 5,9           | 5,9           |

| Strana / koalice | Strana / koalice                | Strana / koalice                | Hlasy  | Hlasy   | Hlasy   | Mandáty | Mandáty | Volební lídr                      |
| Strana / koalice | Strana / koalice                | Strana / koalice                | Počet  | %       | +/−     | Počet   | +/−     | Volební lídr                      |
| ---------------- | ------------------------------- | ------------------------------- | ------ | ------- | ------- | ------- | ------- | --------------------------------- |
|                  | Starostové a nezávislí          | Starostové a nezávislí          | 92 903 | 22,21   | ▲ 3,8%  | 18      | ▲ 3     | Petra Pecková (STAN)              |
|                  | Občanská demokratická strana    | Občanská demokratická strana    | 82 695 | 19,77 % | ▲ 6,7%  | 16      | ▲ 6     | Martin Kupka (ODS)                |
|                  | ANO 2011                        | ANO 2011                        | 77 566 | 18,54 % | ▼ 2,2%  | 15      | ▼ 1     | Jaroslava Pokorná Jermanová (ANO) |
|                  | Česká pirátská strana           | Česká pirátská strana           | 60 284 | 14,41 % | ▲ 10,9% | 12      | ▲ 12    | Jiří Snížek (Piráti)              |
|                  | Spojenci – TOP 09, Hlas, Zelení | Spojenci – TOP 09, Hlas, Zelení | 24 650 | 5,89 %  | ▼ 0,7%  | 4       | ▼ 1     | Jan Jakob (TOP 09)                |
|                  | TOP 09                          | 2                               | 24 650 | 5,89 %  | ▼ 0,7%  | -3      |         | Jan Jakob (TOP 09)                |
|                  | Zelení                          | 1                               | 24 650 | 5,89 %  | ▼ 0,7%  | +1      |         | Jan Jakob (TOP 09)                |
|                  | Hlas                            | 1                               | 24 650 | 5,89 %  | ▼ 0,7%  | +1      |         | Jan Jakob (TOP 09)                |

### Seznam zvolených zastupitelů
Seznam zastupitelů zvolených v krajských volbách v říjnu 2020:
| Jméno, příjmení a tituly           | Zvolen(a) za                  | Stranická příslušnost | Funkce                                                          | Poznámka                                                                                  |
| ---------------------------------- | ----------------------------- | --------------------- | --------------------------------------------------------------- | ----------------------------------------------------------------------------------------- |
| Irena Bartoňová Pálková            | ANO                           | nestr. za ANO         |                                                                 |                                                                                           |
| PhDr. Ing. Karel Bendl, MBA, LL.M. | ODS                           | ODS                   | radní pro oblast silniční dopravy                               | od ledna 2022, nahradil Martina Kupku                                                     |
| JUDr. Robert Bezděk, CSc.          | ANO                           | ANO                   | předseda Kontrolního výboru                                     |                                                                                           |
| Mgr. Stanislav Boloňský            | STAN                          | SNK ED                |                                                                 |                                                                                           |
| Mgr. Petr Borecký                  | STAN                          | nestr. za STAN        | radní                                                           |                                                                                           |
| Ing. Jiří Bouška                   | ANO                           | nestr. za ANO         |                                                                 |                                                                                           |
| Ing. Drahomír Blažej, MBA          | ANO                           | ANO                   |                                                                 | od 29.11.2021, náhradník za Gabriela Kovásce                                              |
| Mgr. Lucie Cirkva Chocholová       | Piráti                        | Piráti                | předsedkyně Výboru pro památkovou péči, kulturu a cestovní ruch |                                                                                           |
| Martin Draxler                     | ANO                           | ANO                   |                                                                 |                                                                                           |
| Martin Exner                       | STAN                          | STAN                  |                                                                 |                                                                                           |
| PhDr. Pavel Fojtík                 | STAN                          | nestr. za STAN        |                                                                 |                                                                                           |
| Mgr. Adriena Gabrielová            | ANO                           | ANO                   |                                                                 |                                                                                           |
| Hana Hajná                         | STAN                          | STAN                  |                                                                 |                                                                                           |
| Petr Halada                        | STAN                          | nestr. za STAN        | předseda Komise pro spolupráci s městy a obcemi                 |                                                                                           |
| Ing. Jiří Haspeklo                 | ANO                           | ANO                   |                                                                 |                                                                                           |
| Mgr. Jiří Havelka                  | ODS                           | ODS                   | předseda Výboru pro tělovýchovu a sport                         |                                                                                           |
| Ing. Tomáš Havlíček, MBA           | ODS                           | ODS                   |                                                                 |                                                                                           |
| Martin Herman                      | ANO                           | ANO                   |                                                                 |                                                                                           |
| Mgr. Martin Hrabánek               | ODS                           | ODS                   | radní                                                           |                                                                                           |
| Ing. Ilona Chrtová                 | ODS                           | ODS                   |                                                                 |                                                                                           |
| Jan Jakob                          | Spojenci pro Středočeský kraj | TOP 09                |                                                                 |                                                                                           |
| Mgr. Luděk Jeništa                 | STAN                          | nestr. za STAN        |                                                                 |                                                                                           |
| Ing. Dan Jiránek                   | ODS                           | ODS                   |                                                                 |                                                                                           |
| Mgr. Michael Kašpar                | STAN                          | nestr. za STAN        | předseda Výboru pro digitalizaci a chytrý kraj                  |                                                                                           |
| Mgr. Filip Kořínek                 | STAN                          | nestr. za STAN        |                                                                 |                                                                                           |
| Ing. Gabriel Kovács                | ANO                           | ANO                   |                                                                 | rezignoval k 29. 11. 2021                                                                 |
| Ing. Milan Krch                    | Piráti                        | Piráti                |                                                                 | náhradník za Adélu Šípovou                                                                |
| Ing. Jana Krumpholcová, MSc.       | Spojenci pro Středočeský kraj | Zelení                | předsedkyně Výboru pro výchovu, vzdělávání a zaměstnanost       |                                                                                           |
| Libor Lesák                        | ODS                           | ODS                   | radní                                                           |                                                                                           |
| Ing. Jan Lička                     | Piráti                        | Piráti                |                                                                 |                                                                                           |
| Mgr. Ondřej Lochman, Ph.D.         | STAN                          | STAN                  | předseda Výboru pro dopravu                                     |                                                                                           |
| Mgr. Simona Luftová                | Piráti                        | Piráti                |                                                                 |                                                                                           |
| Mgr. Daniel Marek                  | STAN                          | nestr. za STAN        |                                                                 |                                                                                           |
| Mgr. Karel Marek                   | STAN                          | KDU-ČSL               | předseda Komise pro majetek                                     |                                                                                           |
| Ing. Věslav Michalik               | STAN                          | STAN                  | náměstek hejtmanky                                              | zastupitelem byl do 12. června 2022                                                       |
| Ing. Jiřina Michalová              | ANO                           | ANO                   |                                                                 |                                                                                           |
| Ing. Jaroslava Němcová, MBA        | ANO                           | ANO                   |                                                                 |                                                                                           |
| Ing. Daniel Netušil                | Piráti                        | Piráti                |                                                                 |                                                                                           |
| Ing. Michael Pánek                 | ODS                           | ODS                   | předseda Finančního výboru                                      |                                                                                           |
| Josef Pátek                        | ODS                           | ODS                   |                                                                 | náhradník za Martina Kupku, který rezignoval roku 2022 poté, co se stal ministrem dopravy |
| Ing. Pavel Pavlík                  | ODS                           | ODS                   | statutární náměstek hejtmanky                                   | do ledna 2022 člen rady                                                                   |
| Mgr. Petra Pecková                 | STAN                          | nestr. za STAN        | hejtmanka                                                       |                                                                                           |
| Ing. František Petrtýl             | ANO                           | ANO                   |                                                                 |                                                                                           |
| Ing. Jaroslava Pokorná Jermanová   | ANO                           | ANO                   |                                                                 |                                                                                           |
| Petr Procházka                     | Piráti                        | Piráti                |                                                                 |                                                                                           |
| Mgr. Vít Rakušan                   | STAN                          | STAN                  |                                                                 |                                                                                           |
| Jakub Rejzek                       | ODS                           | ODS                   |                                                                 |                                                                                           |
| Vratislav Rubeš                    | ANO                           | nestr. za ANO         |                                                                 |                                                                                           |
| Miroslav Samaš                     | ANO                           | ANO                   |                                                                 |                                                                                           |
| Bc. Antonín Schejbal               | Piráti                        | Piráti                |                                                                 |                                                                                           |
| Mgr. Jana Skopalíková              | Piráti                        | Piráti                | radní                                                           |                                                                                           |
| Ing. Jarmila Smotlachová           | ODS                           | nestr. za ODS         |                                                                 |                                                                                           |
| Ing. Bc. Jiří Snížek               | Piráti                        | Piráti                | náměstek hejtmanky                                              |                                                                                           |
| Mgr. Adéla Šípová                  | Piráti                        | nestr. za Piráti      |                                                                 | rezignovala ještě přes ustavujícím jednání Zastupitelstva, k 2.11. 2020                   |
| Ing. Miloslav Šmolík               | ODS                           | ODS                   |                                                                 |                                                                                           |
| PaedDr. Luděk Štíbr                | ODS                           | ODS                   |                                                                 |                                                                                           |
| Mgr. Pavla Štrobachová, MPA        | STAN                          | nestr. za STAN        | předsedkyně Výboru sociálních věcí                              |                                                                                           |
| Mgr. Václav Švenda                 | Spojenci pro Středočeský kraj | TOP 09                | radní                                                           |                                                                                           |
| JUDr. Pavel Telička                | Spojenci pro Středočeský kraj | Hlas                  |                                                                 | po sporech s koaliční TOP 09 vládní koalici opustil, nadále však hlasuje s vládní koalicí |
| Petr Tomáš                         | Piráti                        | nestr. za Piráti      |                                                                 |                                                                                           |
| Mgr. Milan Vácha                   | STAN                          | nestr. za STAN        |                                                                 |                                                                                           |
| Mgr. Tomáš Vokurka                 | ODS                           | ODS                   |                                                                 |                                                                                           |
| Mgr. Zdeněk Volf                   | STAN                          | KDU-ČSL               |                                                                 |                                                                                           |
| Petr Vychodil, MPA                 | ODS                           | ODS                   | předseda Výboru pro regionální rozvoj                           |                                                                                           |
| Milan Zelený                       | Piráti                        | Piráti                |                                                                 |                                                                                           |
| Ing. Tomáš Zmuda                   | Piráti                        | Piráti                | předseda Výboru pro zdravotnictví                               |                                                                                           |
| Mgr. Bc. Blanka Žánová             | ANO                           | nestr. za ANO         |                                                                 |                                                                                           |

## Složení zastupitelstva 2016–2020
Koalici v Radě kraje tvořily nejprve ANO, STAN, ODS a část zastupitelů zvolených za TOP 09 (dohromady 44 zastupitelů v zastupitelstvu). Hejtmankou Středočeského kraje se v tomto volebním období stala Jaroslava Pokorná Jermanová, která kandidovala za ANO.
Tato koalice se však v říjnu 2017 rozpadla a nahradila ji nová koalice hnutí ANO a České strany sociálně demokratické (dohromady 27 zastupitelů v zastupitelstvu), kterou podporovala KSČM (i s komunisty 35 zastupitelů). Hejtmankou zůstala Jaroslava Pokorná Jermanová z hnutí ANO.

### Výsledky voleb v roce 2016
| # | Strany a koalice                   | Výsledek (procenta/PM)   | Trend | Volební lídr                      |
| - | ---------------------------------- | ------------------------ | ----- | --------------------------------- |
|   | ANO 2011                           | 20,76 % / 16 zastupitelů | ▲+16  | Jaroslava Pokorná Jermanová (ANO) |
|   | Starostové a nezávislí             | 18,43 % / 15 zastupitelů | ▲+9   | Vít Rakušan (STAN)                |
|   | Česká strana sociálně demokratická | 13,75 % / 11 zastupitelů | ▼-9   | Miloš Petera (ČSSD)               |
|   | Občanská demokratická strana       | 13,05 % / 10 zastupitelů | ▼-6   | Martin Kupka (ODS)                |
|   | Komunistická strana Čech a Moravy  | 10,13 % / 8 zastupitelů  | ▼-11  | Zdeněk Štefek (KSČM)              |
|   | TOP 09                             | 6,54 % / 5 zastupitelů   | ▲+1   | Petr Tiso (TOP 09)                |

### Rada kraje

#### Období 2017 až 2020
- Jaroslava Pokorná Jermanová, hejtmanka kraje
- Miloš Petera, 1. náměstek hejtmanky
- Gabriel Kovács, náměstek hejtmanky
- Martin Herman, člen rady
- Robert Bezděk, člen rady
- Aneta Heřmanová, členka rady
- Karel Horčička, člen rady
- Martin Draxler, člen rady
- František Petrtýl, člen rady
- Josef Řihák, člen rady
- Zdeněk Seidl, člen rady

#### Období 2016 až 2017
- Jaroslava Pokorná Jermanová, hejtmanka kraje
- Vít Rakušan, 1. náměstek hejtmanky
- Gabriel Kovács, náměstek hejtmanky
- Martin Kupka, náměstek hejtmanky
- Daniel Marek, náměstek hejtmanky
- Martin Macháček, člen rady
- Věslav Michalik, člen rady
- Jaroslava Němcová, členka rady
- František Petrtýl, člen rady
- Jan Skopeček, člen rady
- Ivo Šanc, člen rady

## Složení zastupitelstva 2012–2016
Vítězná Česká strana sociálně demokratická chtěla pokračovat ve vládě s tolerancí KSČM. Ta ale požadovala přímou účast v radě kraje. S žádostí o toleranci u ODS zástupci ČSSD neuspěli, a tak vznikla koalice ČSSD a KSČM. Hejtmanem se stal Josef Řihák, kterého v roce 2014 nahradil Miloš Petera (oba z ČSSD). Volební účast se vyšplhala na 36 %.

### Výsledky voleb v roce 2012
| # | Strany a koalice                         | Výsledek (procenta/PM)   | Trend |
| - | ---------------------------------------- | ------------------------ | ----- |
|   | Česká strana sociálně demokratická       | 21,79 % / 20 zastupitelů | ▼-6   |
|   | Komunistická strana Čech a Moravy        | 20,57 % / 19 zastupitelů | ▲+9   |
|   | Občanská demokratická strana             | 18,32 % / 16 zastupitelů | ▼-9   |
|   | TOP 09 a Starostové pro Středočeský kraj | 11,71 % / 10 zastupitelů | ▲+6   |

### Rada kraje

#### 2014-2016
- Miloš Petera (ČSSD), hejtman kraje
- Milan Němec (ČSSD), 1. náměstek
- Karel Horčička (ČSSD), náměstek
- Pavel Jetenský (KSČM), náměstek
- Zuzana Moravčíková (ČSSD), náměstkyně
- Jiří Peřina (ČSSD), náměstek
- Marek Semerád (ČSSD), náměstek
- Jiřina Fialová (KSČM), radní
- Pavel Hubený (KSČM), radní
- Zdeněk Štefek (KSČM), radní
- Emilie Třísková (ČSSD), radní

## Složení zastupitelstva 2008–2012
Volby vyhrála Česká strana sociálně demokratická, která sama zasedla do rady kraje a opírala se o toleranci ze strany KSČM. Hejtmanem se stal David Rath. Volební účast byla 42 %.

### Výsledky voleb v roce 2008
| # | Strany a koalice                   | Výsledek (procenta/PM)   | Trend |
| - | ---------------------------------- | ------------------------ | ----- |
|   | Česká strana sociálně demokratická | 35,16 % / 26 zastupitelů | ▲+14  |
|   | Občanská demokratická strana       | 32,81 % / 25 zastupitelů | ▼-7   |
|   | Komunistická strana Čech a Moravy  | 13,75 % / 10 zastupitelů | ▼-2   |
|   | Nezávislí starostové pro kraj      | 5,73 % / 4 zastupitelé   | ▲+4   |

## Složení zastupitelstva 2004–2008
Vítězné ODS chybělo po volbách jedno křeslo k většině v krajské radě. Pokračovala tak koalice ODS s KDU-ČSL a US-DEU. Hejtmanem zůstal Petr Bendl z ODS. Volební účast byla 31 %.

### Výsledky voleb v roce 2004
| # | Strany a koalice                                | Výsledek (procenta/PM)   | Trend |
| - | ----------------------------------------------- | ------------------------ | ----- |
|   | Občanská demokratická strana                    | 44,65 % / 32 zastupitelů | ▲+11  |
|   | Komunistická strana Čech a Moravy               | 19,02 % / 14 zastupitelů | ▼-2   |
|   | Česká strana sociálně demokratická              | 16,70 % / 12 zastupitelů | +0    |
|   | Koalice pro Středočeský kraj (KDU-ČSL a US-DEU) | 6,62 % / 4 zastupitelé   | ▼-12  |
|   | SNK Sdružení nezávislých                        | 5,06 % / 3 zastupitelé   | ▲+3   |

## Složení zastupitelstva 2000–2004
Zcela první krajské volby ovládla ODS, která následně jako ve většině ostatních krajů uzavřela koalici se zástupci Čtyřkoalice (KDU-ČSL, US, DEU, ODA). Hejtmanem se stal Petr Bendl z ODS. Volební účast v kraji byla 33 %.

### Výsledky voleb v roce 2000
| # | Strany a koalice                   | Výsledek (procenta/PM)   | Trend |
| - | ---------------------------------- | ------------------------ | ----- |
|   | Občanská demokratická strana       | 28,76 % / 21 zastupitelů | ▲+21  |
|   | Komunistická strana Čech a Moravy  | 21,93 % / 16 zastupitelů | ▲+16  |
|   | Čtyřkoalice                        | 21,30 % / 16 zastupitelů | ▲+16  |
|   | Česká strana sociálně demokratická | 15,84 % / 12 zastupitelů | ▲+12  |

## Volební historie

#### Volby 2000
| 16   | 12   | 6       | 2   | 2   | 6  | 21  |
| KSČM | ČSSD | KDU-ČSL | DEU | ODA | US | ODS |

#### Volby 2004
| 14   | 12   | 3   | 3       | 1      | 32  |
| KSČM | ČSSD | SNK | KDU-ČSL | US-DEU | ODS |

#### Volby 2008
| 10   | 26   | 4   | 25  |
| KSČM | ČSSD | NSK | ODS |

#### Volby 2012
| 19   | 20   | 6    | 4      | 16  |
| KSČM | ČSSD | STAN | TOP 09 | ODS |

#### Volby 2016
| 8    | 11   | 16  | 15   | 5      | 10  |
| KSČM | ČSSD | ANO | STAN | TOP 09 | ODS |

#### Volby 2020
| 15  | 12     | 1      | 1    | 18   | 2      | 16  |
| ANO | Piráti | Zelení | Hlas | STAN | TOP 09 | ODS |

#### Volby 2024
| 2    | 1    | 25  | 20   | 2       | 2      | 9   |
| KSČM | ČSSD | ANO | STAN | KDU-ČSL | TOP 09 | ODS |